# Tamalinillo
Tamalinillo är en ort i Mexiko.   Den ligger i kommunen Cerro Azul och delstaten Veracruz, i den sydöstra delen av landet, 240 km nordost om huvudstaden Mexico City. Tamalinillo ligger 248 meter över havet och antalet invånare är 249.
Terrängen runt Tamalinillo är kuperad västerut, men österut är den platt. Runt Tamalinillo är det tätbefolkat, med 257 invånare per kvadratkilometer. Närmaste större samhälle är Cerro Azul, 6,4 km sydost om Tamalinillo. Trakten runt Tamalinillo består till största delen av jordbruksmark.